# 川内高城温泉
川内高城温泉（せんだいたきおんせん）は、鹿児島県薩摩川内市湯田町（旧・薩摩国高城郡高城郷湯田村）にある温泉。二級河川湯田川上流にある。
近年までは川内温泉、あるいは高城温泉と呼ばれていたが1967年に統一。また湯川内（ゆごうち）温泉と呼ばれていた時期もある。鹿児島県最古の温泉であるとされている。

## 歴史
歴史は非常に古く、鎌倉時代にまで遡るといわれるが、発見者も外国人宣教師、近郷の住人「大谷某」など諸説紛々としている。明治時代には西郷隆盛が狩りの途中に何度も立ち寄ったといわれ、隆盛ゆかりのエピソードが多い。

## 泉質
- 単純硫黄泉 - pH9.8とアルカリ度は高い。

## 温泉街
湯田川沿いの山間にあり、素朴な温泉宿と昔懐かしい土産物屋が軒を並べ、まさに鄙びた温泉といえる。名湯百選にも選ばれたことで有名になり、この昔ながらの温泉情緒に惹かれて訪れるリピーターも多い。宿泊施設の半数は自炊宿で、湯治、保養向けである。県道339号が通る。

## アクセス
- 鉄道：九州新幹線・鹿児島本線・肥薩おれんじ鉄道川内駅下車、バスで約40分。または肥薩おれんじ鉄道西方駅下車、バスで約15分。